# Rezo Cheishvili
Revaz "Rezo" Cheishvili (en georgiano რევაზ „რეზო“ ჭეიშვილიე; Kutaisi, 24 de abril de 1933 - Kutaisi, 11 de septiembre de 2015) fue un novelista y dramaturgo georgiano.

## Biografía
Rezo Cheishvili se marchó a vivir a a Tiflis en 1954, y allí se graduó en 1958 en la Universidad Estatal Ivane Javakhishvili, facultad de Filología, licenciándose en Lengua y Literatura georgiana. De 1961 a 1992 trabajó como editor y fue también uno de los directores de los estudios cinematográficos Kartuli Pilmi. Simultáneamente trabajó en los diarios Tsiskari y Saunje. En 1987 fue editor jefe de la antología Gantiadi en Kutaisi.

## Obra
En su etapa como estudiante, Rezo Cheishvili publicó sus primeros cuentos en la antología Pirveli Skhivi y en el diario Tsiskari. Posteriormente continuó publicando cuentos y novelas, y escribiendo también guiones de películas. En su cuenta hay varios conocidos cortometrajes y largometrajes, incluyendo Mi amigo Nodari, La madrastra de Samanishvili y Montañas azules; este último, dirigido por el famoso director georgiano Eldar Shengelaia y estrenado en 1985, es una de las películas icónicas de Georgia. Está basada en la novela homónima (ცისფერი მთები, 1980), una obra inequívocamente antisoviética que refleja la burocracia de la época y que muestra, con un humor sutil, la vida de los funcionarios soviéticos.
En palabras de la escritora Maka Ldokonen:

La insoportable ironía de nuestra vida nos impide ser indiferentes a los problemas planteados en Montañas Azules. Nos reconocemos una vez más en las conversaciones vacías de los personajes o en el comportamiento caótico... Montañas Azules es relevante incluso hoy.

Rezo Cheishvili ha sido galardonado con el honor más alto en el campo de la literatura georgiana, el Premio Shota Rustaveli, así como con el Premio Estatal de Georgia. En 1984 obtuvo también el Premio Estatal de la Unión Soviética por el guion de Montañas Azules. Igualmente ha recibido el premio de honor SABA en 2012 por su contribución a la literatura.